# Britam Tower

La Britam Tower est un gratte-ciel de 200 mètres construit en 2017 à Nairobi au Kenya. C'est l'un des plus hauts d'Afrique. 